# Albert Rusnák
Albert Rusnák, född 7 juli 1994 i Vyškov, Tjeckien, är en slovakisk fotbollsspelare som spelar för Seattle Sounders i MLS.

## Klubbkarriär
Den 6 januari 2017 lämnade Rusnák Groningen för att flytta till USA och till Real Salt Lake. Den 13 januari 2022 värvades han av ligakonkurrenten Seattle Sounders.

## Landslagskarriär
Debuten för det slovakiska landslaget kom under förbundskapten Ján Kozák den 15 november 2016, i en vänskapsmatch mot Österrike.